# 多耙灯孔鲷
多耙灯孔鲷（学名：Scopeloberyx leprus）为孔头鲷科灯孔鲷属的鱼类。分布于太平洋和大西洋热带以及东沙群岛等。